# ووآه
ووآه (انگلیسی: Wooah; ‎/wuɑː/‎; wuu-AH; کره‌ای: 우아!; لاتین‌نویسی اصلاح‌شده: Ua! قبلاً با نام woo!ah! شناخته می‌شد) گروه دخترانه اهل کره جنوبی است که توسط ان‌وی انترتینمنت (بعدا اس‌اس‌کیو انترتینمنت، اکنوت اچ میوزیک انترتینمنت) شکل گرفت. این گروه متشکل از پنج عضو است: نانا، وویون، سورا، لوسی و مین‌سو. ووآه در ۱۳ مه ۲۰۲۰ با شش عضو فعالیتش را آغاز کرد که سونگ‌یی در اوت ۲۰۲۰ به دلایل شخصی گروه را ترک کرد.

## اعضا
کنونی
- نانا (나나) – لیدر
- وویون (우연)
- سورا (소라)
- لوسی (루시)
- مین‌سو (민서)

پیشین
- سونگ‌یی (송이)

## ترانه‌شناسی

### آلبوم‌های چندآهنگه
| عنوان    | جزئیات | بالاترین جایگاه جدول | فروش‌ها              |
| عنوان    | جزئیات | کره جنوبی            | فروش‌ها              |
| -------- | --- | -------------------- | ------------------- |
| Joy      | - انتشار: ۹ ژوئن ۲۰۲۲ - ناشر: ان‌وی انترتینمنت، کاکائو انترتینمنت - فرمت: سی‌دی، دانلود دیجیتال، استریم فهرست قطعات 1. "Danger" (단거) 2. «Joyride» 3. «Go Away» 4. «Switch Up» 5. «Straight Up» 6. "Catch the Stars" (별 따러 가자)                                                       | ۱۳                   | - کره جنوبی: ۳۲٬۶۶۶ |
| Unframed | - انتشار: ۱۷ ژوئن ۲۰۲۴ - ناشر: اس‌اس‌کیو انترتینمنت، کاکائو انترتینمنت - فرمت: سی‌دی، دانلود دیجیتال، استریم فهرست قطعات 1. "I'll Tell You" (내가 다 해보고 말해줄게) 2. «Polaroid» 3. «Pom Pom Pom» 4. «Blush» 5. "Girls Love Boys" (소녀... 소년을 만나다) 6. «Pom Pom Pom» (ورژن ئی‌دی‌ام) | ۱۵                   | - کره جنوبی: ۲۹٬۸۴۹ |